# Hydrillodes comoroana
Hydrillodes comoroana là một loài bướm đêm trong họ Noctuidae.